# Saint-Didier-sur-Arroux
Saint-Didier-sur-Arroux är en kommun i departementet Saône-et-Loire i regionen Bourgogne-Franche-Comté i östra Frankrike. Kommunen ligger i kantonen Saint-Léger-sous-Beuvray som tillhör arrondissementet Autun. År 2022 hade Saint-Didier-sur-Arroux 223 invånare.

## Befolkningsutveckling
Antalet invånare i kommunen Saint-Didier-sur-Arroux
| Referens: INSEE |